# 東京都伝統的工芸品の一覧

## 概要
現在までに41品目が指定されている。

## 一覧
- 村山大島紬
- 東京染小紋
- 本場黄八丈
- 江戸木目込人形
- 東京銀器
- 東京手描友禅
- 多摩織
- 東京くみひも
- 江戸漆器
- 江戸鼈甲
- 江戸刷毛
- 東京仏壇
- 江戸つまみ簪
- 東京額縁
- 江戸象牙
- 江戸指物
- 江戸簾
- 江戸更紗
- 東京本染ゆかた・手ぬぐい
- 江戸和竿
- 江戸衣裳着人形
- 江戸切子
- 江戸押絵羽子板
- 江戸甲冑
- 東京籐工芸
- 江戸刺繍
- 江戸木彫刻
- 東京彫金
- 東京打刃物
- 東京表具
- 東京三味線
- 江戸筆
- 東京無地染
- 東京琴
- 江戸からかみ
- 江戸木版画
- 東京七宝
- 東京手植ブラシ
- 江戸硝子
- 江戸手描提灯
- 東京洋傘